# Sangaku
Sangaku o San Gaku (算 額; traduzione illuminata: tavoletta di calcolo) sono problemi geometrici giapponesi o teoremi su tavolette di legno che sono stati posti come offerte ai santuari shintoisti o ai templi buddisti durante il periodo Edo da membri di tutte le classi sociali.